# Тодор Бакалов
Тодор Иванов Бакалов е български акордеонист, хоров диригент и музиковед.
Роден е на 25 януари 1937 година в Сливен. От ранна възраст свири народна музика на акордеон и в средата на 50-те години прави първите си записи в Радио „Стара Загора“. Дълги години свири с различни групи, включително своя собствена група, и акомпанирайки на известни певци, като Вълкана Стоянова, Йовчо Караиванов, Елена Граматикова, Калинка Згурова, Сава Попсавов, Пенка Павлова. Завършва Висшия музикален педагогически институт, където по-късно е професор. Автор е на няколко книги, посветени на съвременната история на българската народна музика.
Тодор Бакалов изчезва на 5 октомври 2017 година при село Расник и към 2022 година не е открит.